# Manipulator 3D
Manipulator 3D (kontroler 3D) – fizyczne urządzenie służące do poruszania się i przemieszczania przestrzennych obiektów w programach do projektowania i wizualizacji 3D (np. CAD itp.).

## Konstrukcja i możliwości
Istnieją proste typy kontrolerów 3D, które są wyposażone standardowo w „gałki” sterujące, będące sercem tego urządzenia. Oprócz nich istnieją także urządzenia rozbudowane o dodatkowe programowalne przyciski czy wyświetlacze LCD, które znacznie ułatwiają pracę. Nowoczesne manipulatory, swoją ergonomią i funkcjami, znacznie ułatwiają i przyśpieszają zadania wykonywane przez projektanta.
Manipulatory 3D zapewniają więcej swobody niż standardowe myszy komputerowe – pozwalają na ruchy w kierunkach: lewo i prawo, góra i dół, przód i tył oraz w kierunkach pośrednich. Taki zakres ruchu zapewnia możliwość manipulacji obiektami, przy jednoczesnym zachowaniu prostoty i intuicyjności sterowania manipulatorem.

## Historia
Pierwszy manipulator powstał na początku lat 70. XX w. w Niemieckiej Agencji Kosmicznej (Deutsches Zentrum für Luft- und Raumfahrt, DLR) jako urządzenie pozwalające sterować ramieniem robota w przestrzeni kartezjańskiej. Manipulatory 3D zostały rozpowszechnione głównie za sprawą założonej w 2001 r. firmy 3Dconnexion.